# Hans Hoffmeister (Wasserballspieler)
Johannes „Hans“ Hoffmeister (* 2. Februar 1936 in Chemnitz; † 26. September 2016) war ein deutscher Wasserballspieler.
Hoffmeister begann seine sportliche Laufbahn bei Lokomotive Chemnitz. 1953 floh Hoffmeister aus der DDR in die Bundesrepublik Deutschland. Er lernte den Beruf des Kraftfahrers und schloss sich als Sportler 1954 dem SC Rote Erde Hamm an. Von 1955 bis 1971 war der Hammer Torhüter achtmal deutscher Wasserballmeister. 
1958 debütierte er in der Nationalmannschaft, für die er insgesamt 129 Länderspiele bestritt. Seine erste internationale Platzierung mit der deutschen Mannschaft war der siebte Platz bei der Europameisterschaft 1958. Bei den Olympischen Spielen 1960 in Rom belegte er mit der Mannschaft aus der Bundesrepublik Deutschland den sechsten Platz. Für die Europameisterschaft 1962 und die Olympischen Spiele 1964 qualifizierte sich im Rahmen der gesamtdeutschen Vorausscheidungen die Mannschaft aus der DDR. Bei der Europameisterschaft 1966 belegte die bundesdeutsche Mannschaft mit Hoffmeister wie acht Jahre zuvor den siebten Platz. Nach dem zehnten Platz bei den Olympischen Spielen 1968 endete Hoffmeisters Nationalmannschaftskarriere zunächst und der vierzehn Jahre jüngere Günter Kilian wurde Stammtorwart. Als Kilian in eine Formkrise geriet, kehrte Hoffmeister 1972 noch einmal in die Nationalmannschaft zurück und war neben Gerd Olbert Torwart bei den Olympischen Spielen 1972 in München, als die bundesdeutsche Mannschaft den vierten Platz belegte.
Nach seiner Karriere war Hoffmeister Trainer in Hamm und später beim SV Bayer Uerdingen 08.